# Lamellenfassade

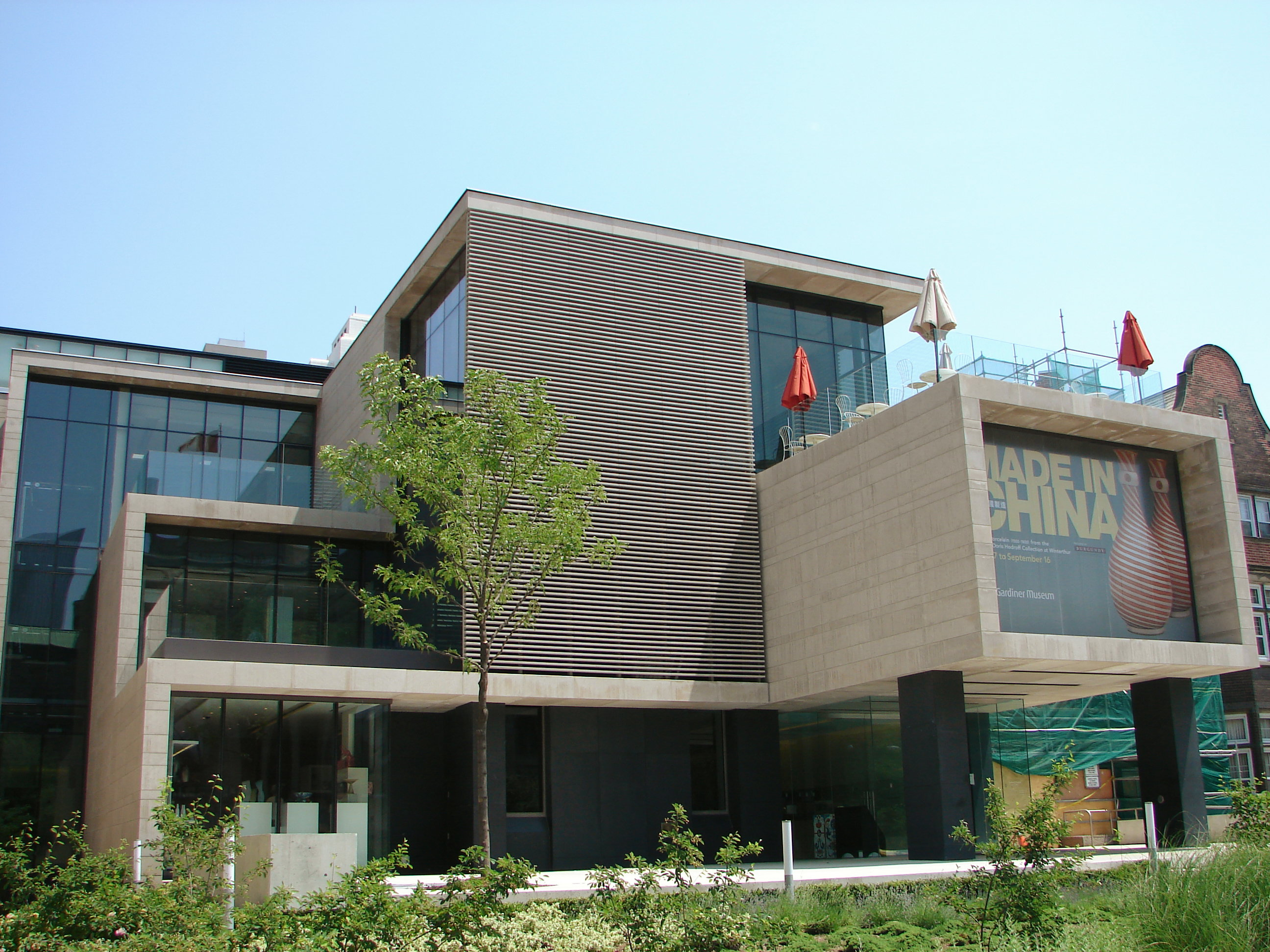
Fassade mit waagrechten Holz-Lamellen

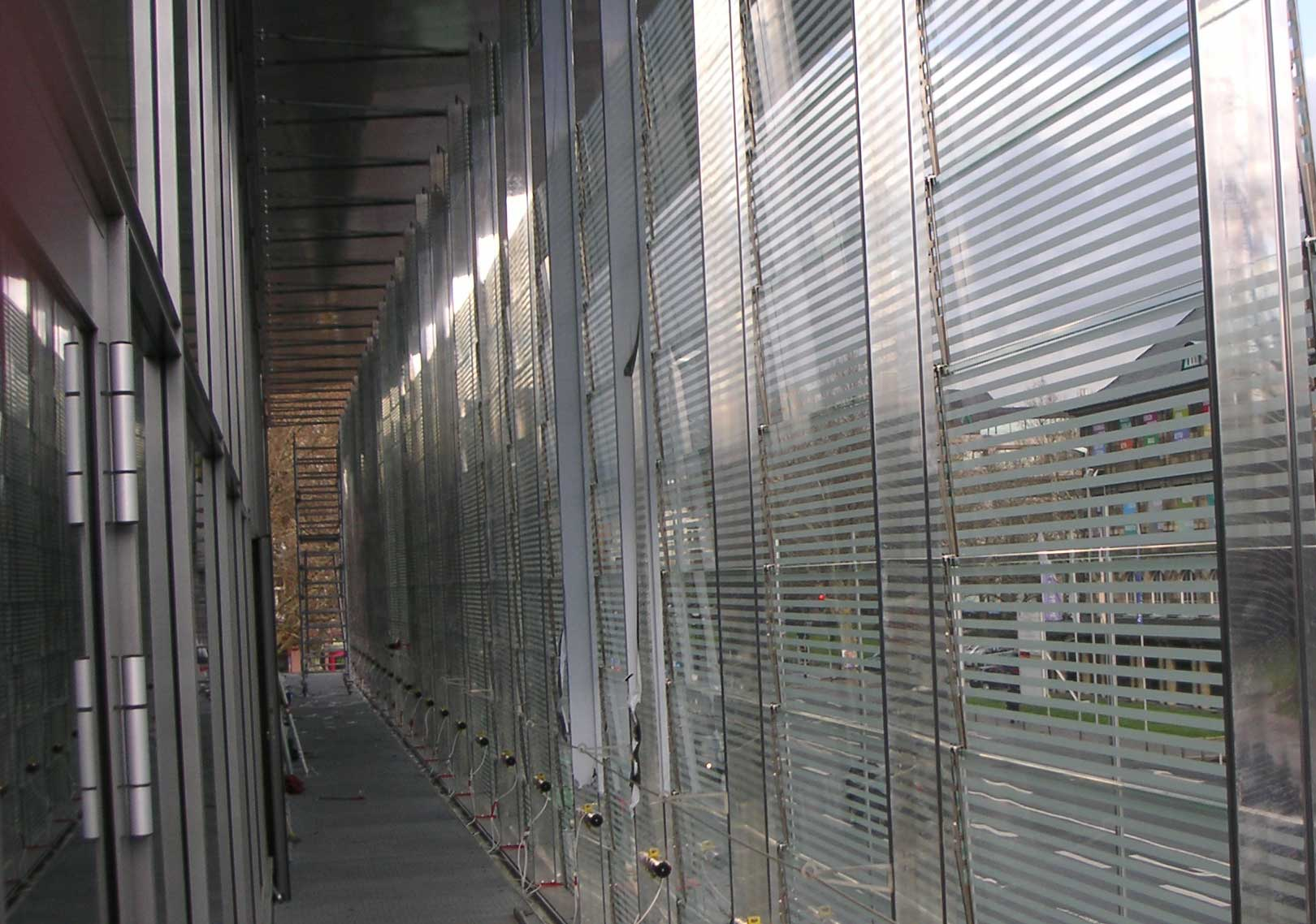
Doppelfassade mit Glaslamellen

Als Lamellenfassade werden in Architektur und Bauwesen alle Fassadenkonstruktionen bezeichnet, bei denen großflächig Lamellen eingesetzt werden. Die Lamellen können aus allen möglichen Baustoffen bestehen, üblich sind Holz, Metall und Glas. Auch Materialien wie zum Beispiel Keramik oder Solarzellen kommen zum Einsatz. Die Lamellen können feststehend auf einer Unterkonstruktion angebracht oder beweglich sein. Fast immer sind die Lamellen waagrecht angeordnet, in seltenen Fällen aber auch senkrecht (Vertikallamellen). 

## Opake Lamellen

### Opake Lüftungslamellen
Ist eine Außenbelüftung bestimmter Innenräume gewünscht (zum Beispiel Haustechnik-Räume oder Parkhäuser), so werden opake Lamellen als Blendfassade eingesetzt. Meistens sind sie schmal und aus lackiertem Aluminiumblech. Die Luft kann zwischen den Lamellen eindringen oder angesaugt werden. Von den technischen Anlagen ist jedoch nichts zu sehen, die Fassade hat ein flächiges Erscheinungsbild. Bei beweglicher Aufhängung kann die Luftzufuhr gesteuert werden.

### Außenliegende Sonnenschutzlamellen
Lamellen, die vor einer Glasfassade angebracht sind, dienen als Sonnenschutz. Die Fassade hat nach außen eine geschlossene, flächige Wirkung, ist aber von innen semi-transparent. Nachts kehrt sich die Wirkung um. Die Lamellen prägen das Bild der Fassade und dienen als wichtiges Gestaltungsmittel. Bei beweglicher Aufhängung kann Verschattung und Privatsphäre vom Nutzer reguliert werden.

### Dekorative Lamellen
Lamellen werden auch als reines Gestaltungsmittel vor geschlossenen Wandflächen eingesetzt. Sie haben dort keine weitere technische Funktion und dienen lediglich dekorativen Zwecken. Dabei handelt es sich oft um schmale Lamellen aus Holz oder Blech.

## Glaslamellen

### Doppelfassaden
Bei Doppelfassaden (gelegentlich umgangssprachlich auch Zweite-Haut-Fassaden genannt) werden bewegliche Glaslamellen eingesetzt, um die Belüftung zu regulieren. Sind sie in der äußeren Fassadenebene angebracht kann die Belüftung des Fassadenzwischenraums, der als Klimapuffer dient, reguliert werden. Sind sie in die Primärfassade integriert können sie zur Belüftung des Innenraums eingesetzt werden.

### Öffenbare Lamellenverglasungen
Auch bei einschaligen Fassaden kommen bewegliche Glaslamellen zum Einsatz, wenn neben Witterungsschutz und hoher Transparenz auch die Regulierung des Gebäudeklimas und die Erfüllung von Vorgaben des Brandschutzes gefordert sind. Einige Hersteller bieten rahmenlose und öffenbare Lamellenverglasungen an. Die Glaslamellen sind außen vor den Fassadenpfosten angebracht und außermittig an der oberen Kante gelagert. So können die bis zu 4,5 Meter langen, aber nur über ca. 1,5 Meter tragfähigen Glaslamellen über mehrere Rastereinheiten laufen. Diese außermittige Lagerung bedeutet allerdings einen erheblichen Anstieg der Kosten für den Antrieb, denn im Gegensatz zur mittigen Lagerung wie bei Lamellenfenstern muss das ganze Gewicht der Lamelle gehoben werden. Erfunden wurde das System 1983 von dem Ingenieur Arthur Klemt aus München. Zum ersten großen Einsatz kam sie 1989 bei einer 85 Meter langen und 20 Meter breiten Verkaufshalle in Klagenfurt und 1991 bei dem 50 × 50 Meter großen Pavillon der Republik Österreich auf der Weltausstellung EXPO ’92 in Sevilla des österreichischen Architekten Volker Giencke.